# ヴァンサン・ジェラール
ヴァンサン・ジェラール（Vincent Gérard、1986年12月16日 - ）は、フランス・モゼル県ヴォワピー出身のハンドボール選手。LNHディヴィジオン・アンのモンペリエ・ハンドボール所属。

## 経歴
2003年からフランス2部のSMECメスでプレーし、2006年にモンペリエ・ハンドボールへ移籍。
2008年にイストルOPHへ移籍。
2010年にダンケルクHGLへ移籍した。2010-11年シーズンはベストセブンを受賞。
2012-13年シーズンは2年ぶり2回目となるベストセブンを受賞した。
2013-14年シーズンは2年連続でベストセブンを受賞。
2015年に古巣・モンペリエと4年契約を結んだ。
2016-17年シーズンは3年ぶり4回目となるベストセブンに選ばれた。
2017年の第25回世界選手権ではオールスターチーム（ベストセブン）に選出。同年6月にパリ・サンジェルマンと2019年から2020年までの契約を結んだことが発表された。

## 詳細情報

### 年度別成績
| 年               | リーグ           | チーム           | 試合 | FS 阻止   | 率   | 7m 阻止 | 率   |
| ---------------- | ---------------- | ---------------- | ---- | --------- | ---- | ------- | ---- |
| 2006-07          | フランスD1       | モンペリエHB     | 15   | 53/140    | .379 | 2/18    | .111 |
| 2007-08          | フランスD1       | モンペリエHB     | 12   | 30/73     | .411 | 4/18    | .222 |
| 2008-09          | フランスD1       | イストルOPH      | 26   | 233/640   | .364 | 9/63    | .143 |
| 2009-10          | フランスD1       | イストルOPH      | 26   | 278/729   | .381 | 15/69   | .217 |
| 2010-11          | フランスD1       | ダンケルクHGL    | 26   | 261/700   | .373 | 26/100  | .260 |
| 2011-12          | フランスD1       | ダンケルクHGL    | 26   | 249/605   | .412 | 15/68   | .221 |
| 2012-13          | フランスD1       | ダンケルクHGL    | 26   | 288/759   | .379 | 17/72   | .236 |
| 2013-14          | フランスD1       | ダンケルクHGL    | 26   | 277/677   | .409 | 22/85   | .259 |
| 2014-15          | フランスD1       | ダンケルクHGL    | 24   | 215/578   | .372 | 17/72   | .236 |
| 2015-16          | フランスD1       | モンペリエHB     | 26   | 252/696   | .362 | 16/69   | .232 |
| 2016-17          | フランスD1       | モンペリエHB     | 22   | 210/554   | .379 | 14/60   | .233 |
| 2017-18          | フランスD1       | モンペリエHB     | 26   | 253/692   | .366 | 12/81   | .148 |
| 2018-19          | フランスD1       | モンペリエHB     | 26   | 200/598   | .334 | 10/61   | .164 |
| フランスD1：13年 | フランスD1：13年 | フランスD1：13年 | 307  | 2799/7441 | .376 | 179/836 | .214 |

- 各年度の太字はリーグ最高

### タイトル・表彰

#### LNHディヴィジオン・アン
- ベストセブン：4回 (2010年・2012年・2013年・2016年)